# ایلتستال
ایلتستال (به آلمانی: Ilztal) یک منطقهٔ مسکونی در اتریش است که در وایتس واقع شده‌است. ایلتستال ۱۶٫۰۳ کیلومتر مربع مساحت دارد ۳۳۰ متر بالاتر از سطح دریا واقع شده‌است.